# Tivoli (Kino)

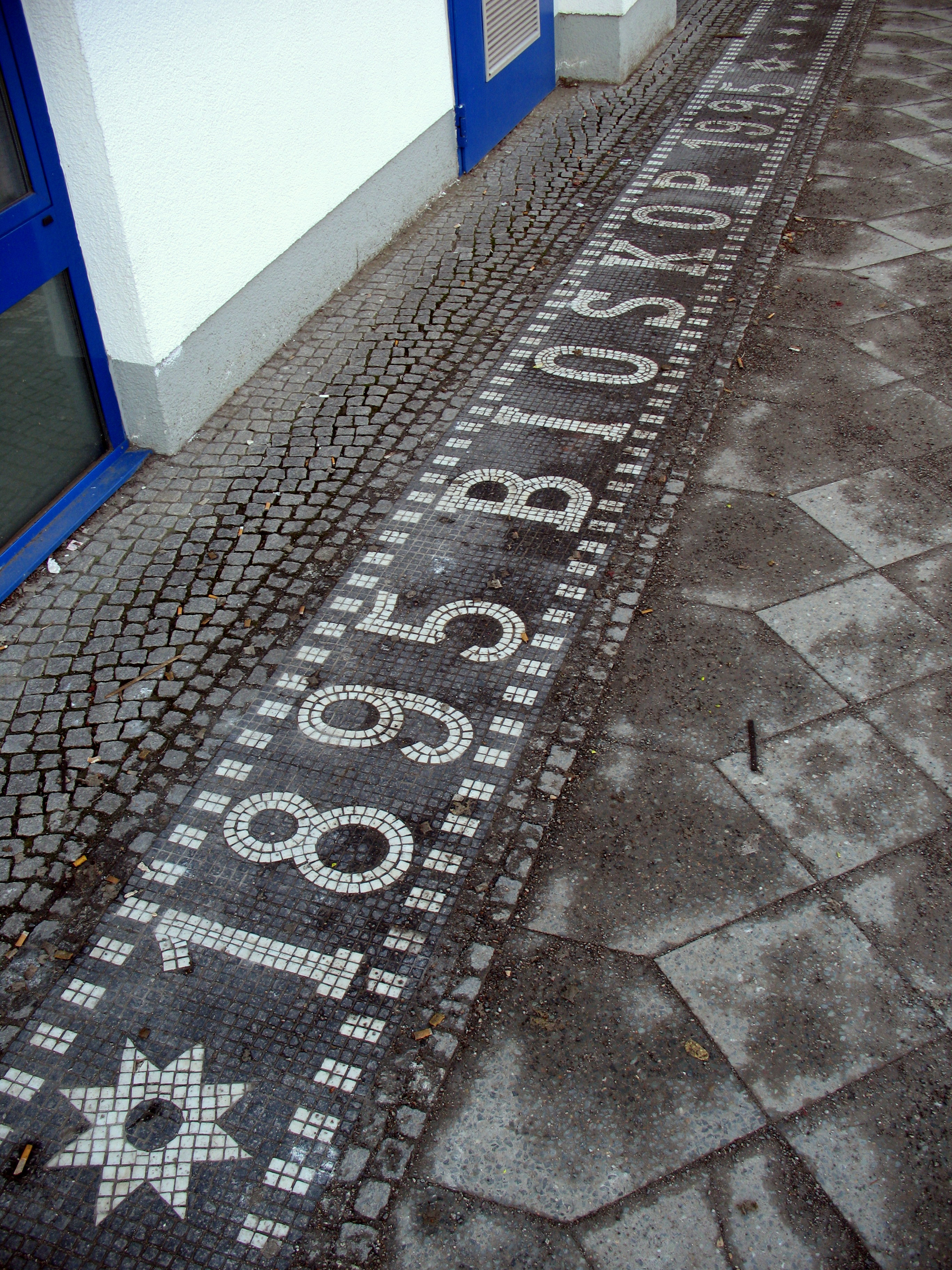
Mosaik im Gehweg vor dem ehemaligen Kino Tivoli in Erinnerung an 100 Jahre Lichtspielgeschichte

Das Kino Tivoli an der Berliner Straße 27 lag im Berliner Ortsteil Pankow des gleichnamigen Bezirks.

## Geschichte
An diesem Ort führten im Juli 1895 im Ballsaal des Ausfluglokals Feldschlößchen die Pankower Brüder Skladanowsky ihre ersten Filme vor. Die Filme zeigten Reckübungen, Jonglagen und einen italienischen Tanz, die im Garten des Lokals aufgenommen worden waren. Ab dem 1. November 1895 wurden diese Aufnahmen im Berliner Varieté Wintergarten gezeigt.
Einige Jahre später etablierte sich an der Berliner Straße 27 ein fester Kinostandort. Der Bau wurde 1924 abgerissen, und 1925 nach Plänen des Architekten Walter Erdmann und Reinhold Lest durch ein Filmtheater mit 400 Sitzplätzen ersetzt. In den 1950er Jahren diente der Saal auch als Spielstätte für Theateraufführungen der Gastspielbühne Berlin. Die ursprüngliche Prachtausstattung ging bei Umbauarbeiten 1960 unter der Leitung von Heinz Glückmann verloren, da bei der notwendigen Sanierung Elemente moderner Architektur die Vorkriegssubstanz ersetzten.
Das Kino wurde 1994 geschlossen. Insbesondere im Umfeld des 100. Jahrestages der Erstaufführung eines Films gab es mehrere Versuche, das Kino wiederzubeleben, die aber alle scheiterten. Nach dem Verkauf des Hauses an eine Immobilienmaklerin 2003 wurde es abgerissen. Auf dem Grundstück befindet sich heute ein Discounter (Lidl). An das Kino erinnert ein Mosaik, das im ehemaligen Eingangsbereich in den Boden eingelassen ist. Es trägt den Schriftzug „1895 BIOSKOP 1995“.